# Die Gartenlaube

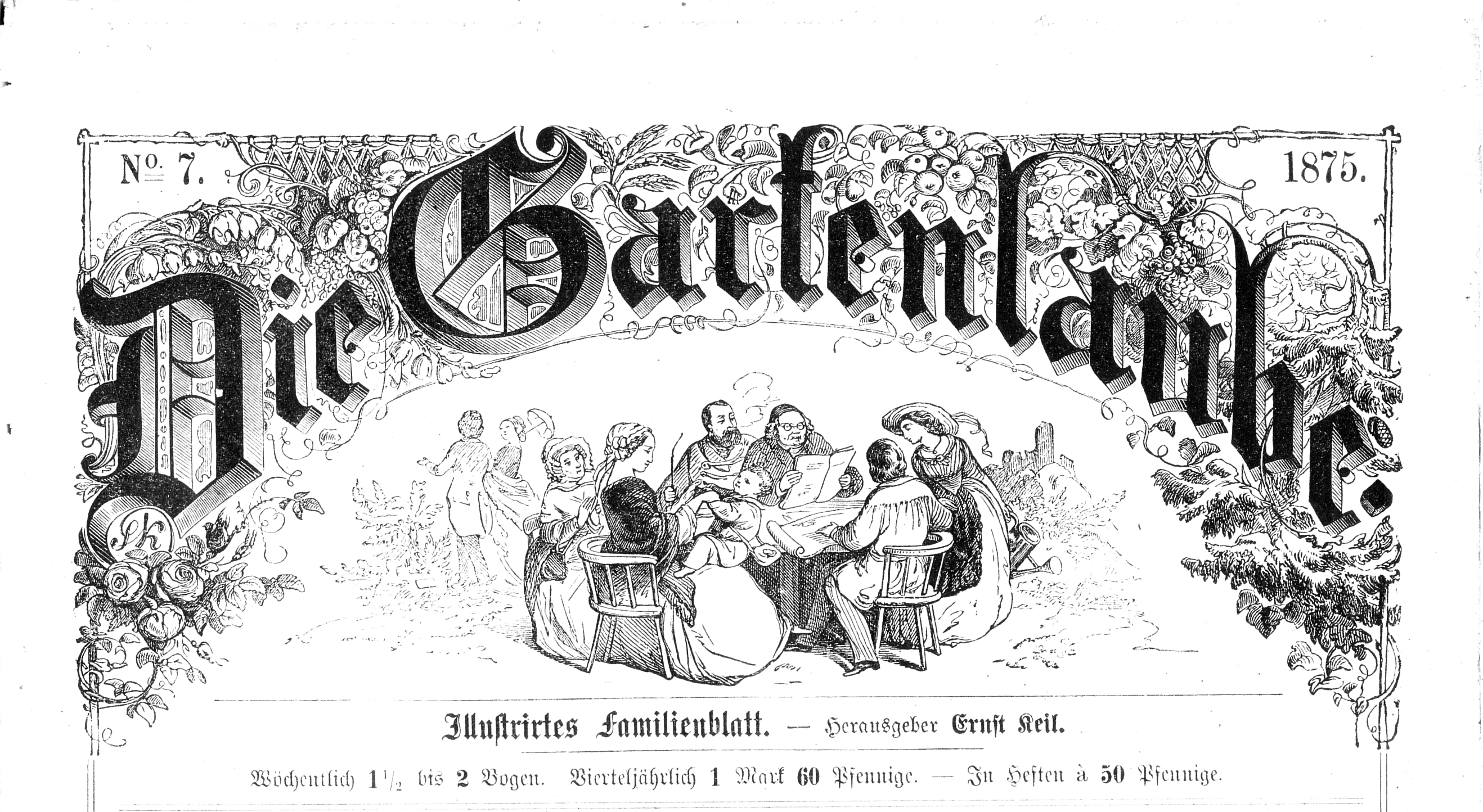
Titelsida från ett nummer av Die Gartenlaube från 1875.

Die Gartenlaube (tyska för "trädgårdspaviljong, lusthus"), tilltalsnamn Illustriertes Familienblatt, var en tysk illustrerad veckoskrift.
Tidningen hade skönlitterärt innehåll samt frisinnad hållning i religiöst och politiskt hänseende. Den uppsattes 1853 i Leipzig av Ernst Keil. Utgivningsorten var sedan 1900 Berlin, där tidskriften 1903 övergick i August Scherls förlag. Upplagan var tidvis 350 000 exemplar. Sista numret utkom 1944.